# جبل المدور
جبل المدور، هو تكوين جيولوجي على شكل حدوة حصان، يوجد بالقرب من سجلماسة بالمغرب. في القرن الحادي عشر، تم تطويره ليصبح حصنًا به حامية عسكرية من المحتمل أن تحمي مدينة التجارة المجاورة لسجلماسة، حيث تم سك العملات الذهبية، وطرق التجارة من الجنوب. من المحتمل أن يكون مُمثّلو سلالة المرابطين قد قاموا ببناء التحصينات، والتي تضمنت جدارًا يصل ارتفاعه إلى 12 مترًا يغلق الفتحة الوحيدة للكتلة الصخرية، وجدرانان ومبانٍ دفاعية على طول الجبال، وسدود في الأخاديد لجمع المياه، ومجموعة متنوعة من المباني على الهضاب.
درس عالم الاجتماع المغربي بول باسكون الكتلة الصخرية. بدءًا من فيلم المومياء عام 1999، تم استخدامه أيضًا كموقع تصوير، وأصبح معلمًا سياحيًا خاصةً لمُزاولي السّير على الطرق الوعرة.

## الوصف والموقع
يقع جبل المدور 12 كـم (7.5 ميل) إلى الغرب من التل الرئيسي لسجلماسة، في منطقة تافيلالت. هي عبارة عن كتلة صخرية من الحجر الجيري ترتفع 50 م (160 قدم) فوق الصحراء. تبلغ مساحة المنطقة بأكملها حوالي 50 هكتارًا. يتكون معظم المحيط من صخور عمودية مع حصاة في الأسفل. في الجنوب/الجنوب الغربي، ينكسر التكوين الدائري من خلال واد، يستمر في التكوين كوادٍ، مما يوفر مدخلًا إلى قلب الكتلة الصخرية. يبدأ الوادي بعد التقاء أربعة وديان تقسم الأرض المرتفعة إلى خمس هضاب. في هذا الملتقى توجد دائرة كبيرة من الصخور، محاطة بالهضاب المتدلية. لا يوجد مصدر للمياه. لقد جرف التآكل كل المواد السائبة، ولم يتبق سوى نتوءات، ويتواجد الجبل في شكل قمع مع الأخاديد المكونة المؤدية نحو مخرج واحد.

### المباني: الجدران والسدود

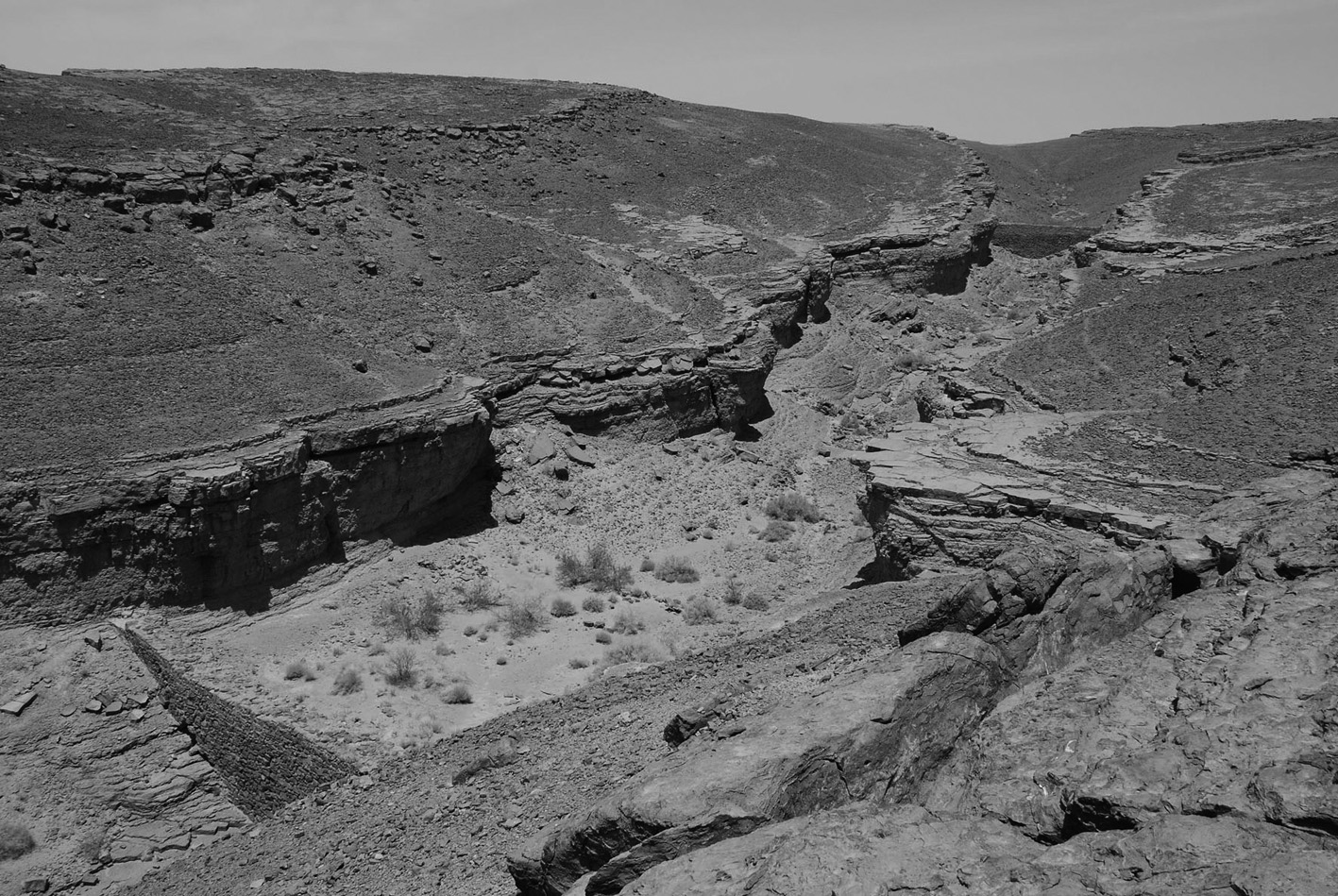
سدين في أحد الوديان

يقع التكوين، مثل قلعة تاسغيموت بالقرب من مراكش، في موقع استراتيجي ويشكل بشكل طبيعي حصنًا شبه كامل. يوجد في جبل المدور فتحة كبيرة واحدة، واد في الجنوب؛ تم تحصين حوالي ثلث محيط الجبل بالجدران، وأهمها الجدار الذي يمر مباشرة عبر الوادي الضيق في الجنوب. يبلغ طول هذا الجدار المحفوظ جيدًا («الجدار المنخفض») 8 م (26 قدم) مرتفعًا حيث يتاخم الصخور، وفي الأماكن يرتفع إلى 12 م (39 قدم)؛ يبلغ 80 م (260 قدم) وسمكها حوالي 4 م (13 قدم)، وتتكون من كتل من الحجر الجيري مثبتة مع ملاط كلسي.
يوجد جداران «أعلى» على المنحدرات. أقصرها يقع في الجنوب ويلتقي بالجدار المنخفض في نهايته الشرقية، حيث كانت البوابة؛ يمتد أطول جدار أعلى من الطرف الغربي (في زاوية محصنة) تقريبًا إلى الطرف الشمالي للكتلة الصخرية. ربما كان هناك باب خلفي في منتصف الجدار الغربي تقريبًا. يصل سمك الجدران العليا إلى 1.5 م (4 قدم 11 بوصة)، وما بين 1.5–2 م (4 قدم 11 بوصة–6 قدم 7 بوصة). يسمح هذا الجدار الأعلى بمراقبة المنطقة بأكملها جنوب الكتلة الصخرية، ويتم ملء الفجوات بين الصخور بالبناء. هنا اعتقد بول باسكون أنه تعرف على أربعة أبراج - هناك، في الواقع، بناء واحد فقط يمكن أن يسمى برجًا، المعقل في الطرف الشمالي من الجدار المنخفض. جدار منفصل يحيط بالمنطقة الواقعة أمام الجدار المنخفض، على مسافة حوالي 100 م (330 قدم)؛ اختفت معظم أساسات هذا الجدار. كان على شكل حرف V، مع سد وخندق. بشكل عام، تدل الأعمال الدفاعية على التخطيط الدقيق، والإتقان المعماري، والشعور الجيد بأفضل السبل لاستغلال الميزات الطبيعية. بالإضافة إلى كونه حصنًا محميًا جيدًا، فإن أرضه المرتفعة توفر أيضًا سيطرة بعيدة المدى على المنطقة المحيطة - من مرتفعات جبل المدور، يمكن للمرء مسح منطقة نصف قطرها حوالي 50 كـم (31 ميل).
تشمل المباني الدفاعية أيضًا أربعة سدود محفوظة بشكل ممتاز في أكبر الوديان. يتراوح سمك السدود بين 1.5–2.3 م (4 قدم 11 بوصة–7 قدم 7 بوصة) سميكة، ويصل ارتفاعها إلى 5 م (16 قدم). تثبت أنها سدود وليست جدرانًا من خلال موقعها، وكذلك بنائها، حيث في الجهة المرتفعة، يتم تغطيتها بطبقة من الملاط تشير كثافتها إلى أنها كانت حاجزًا مائيًا. لا يبدو أن الخزانات التي كانت ستُملأ أثناء هطول الأمطار تدعم الزراعة، حيث لا توجد قنوات للري. ومع ذلك، ربما تكون بعض الأعمال الهيدرولوجية موجودة، ويتضح من شظايا ربما من دلاء الناعورة. تشير الأدلة المجمعة للجدران والسدود وربما الإنشاءات المرتبطة بها إلى أن الكتلة الصخرية أصبحت قلعة يمكن أن تصمد أمام حصار يستمر لبضعة أشهر، اعتمادًا على الموسم.

### مبانٍ أخرى

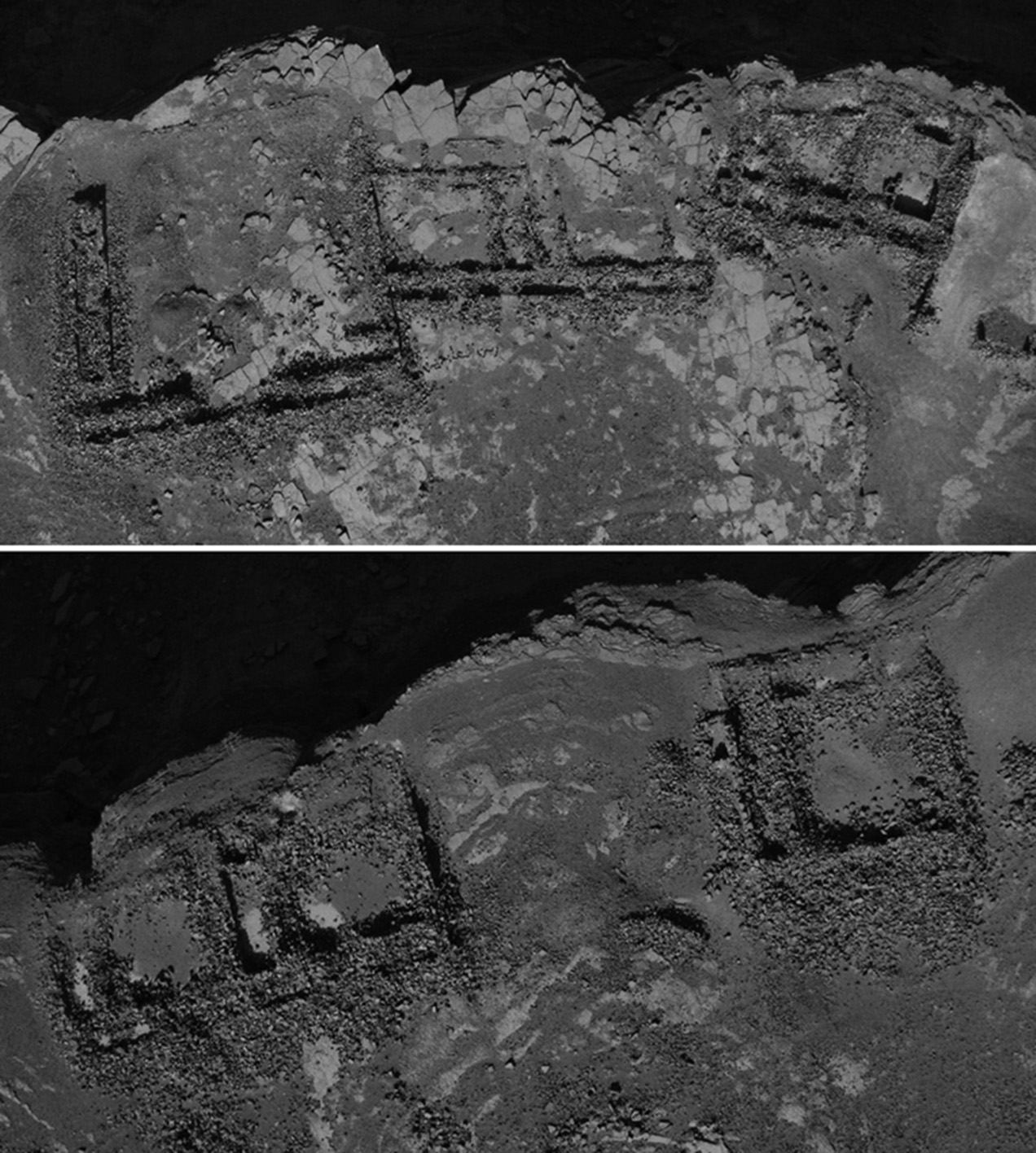
منظر جوي للمنازل على مرتفعات جبل المدور

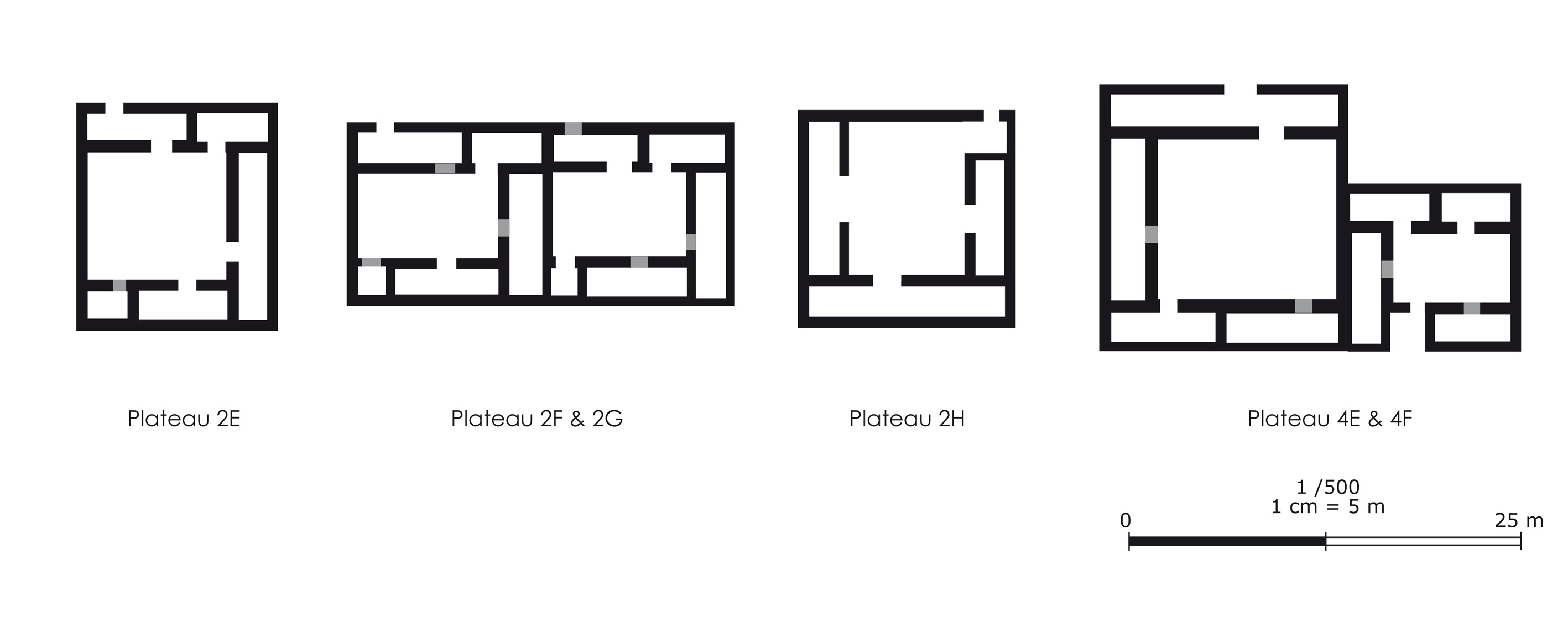
تصميم لبعض المنازل

إلى جانب الجدران والسدود، هناك عدد من المباني الأخرى التي من صنع الإنسان، معظمها على الهضاب وعلى الجانب الشمالي أو الغربي من القمم شديدة الانحدار. معظم المباني السبعة وعشرون متباعدة عن بعضها البعض. ستة منها مدمرة لدرجة أنه لا يمكن تحديد نوعيتها، رغم أنه من الممكن أن يكون أحدها مصلى. خمسة عشر من المباني المتبقية متشابهة تمامًا (التوحيد الذي يشير أيضًا إلى التسلسل الهرمي وتنظيم المساحات)، وتتكون من مساحة مركزية مفتوحة محاطة بغرف منفصلة تفتح على الفضاء المركزي ولكن ليس بعضها البعض. بدون الحفريات الأثرية، لا يمكن تحديد الغرض من هذه المباني. إن تنظيمها، مع مساحة مركزية تهيمن على الغرف الأخرى المحيطة، وهي المساحة الوحيدة في المبنى الذي يفتح على الخارج، يشبه العمارة الإسلامية في العصور الوسطى في كل من المناطق الريفية والحضرية. التقييم المبدئي هو أن معظم المباني على الهضاب كانت منازل، تم بناؤها خلال فترة زمنية قصيرة، وربما تكون حملة حكومية كبيرة.
ستة من المباني مختلفة. يتكون أحدها في أقصى الهضبة الجنوبية من مبنيين متجاورين بالإضافة إلى مساحة للحيوانات، ويحتوي على مرحاض (أصبح ممكنًا من خلال وضعه على حافة الهضبة). كان المبنى الآخر الوحيد على الهضبة مصنوعًا من الطوب الخام (على عكس الركام من الحجر الجيري)؛ ربما كان بمثابة مسكن للأشخاص ذوي الرتب الأعلى. كان تصميمه مختلفًا تمامًا عن جميع المباني الأخرى، حيث يحتوي على سلسلة من ثلاث غرف يمكن الوصول إليها من بعضها البعض، بدلاً من المساحة المركزية، بأسلوب معماري نادرًا ما يوجد في الشرق ولكن غالبًا في الغرب، خاصة في عراق الخلافة العباسية. تشير المباني في تخطيطها وبنائها وتباعدها إلى أن النخبة احتلت ذلك الجزء من الكتلة الصخرية؛ وتتميز الهضبة نفسها بالفعل بخصائص تميزها عن غيرها، فهي أعلى من غيرها، وتوفر منظرًا للأعمال الدفاعية (الجدار المنخفض)، والبنى الأخرى في المنطقة، وواحة تافيلالت، وقمة تيزي/مخازني. ومن الدلائل أيضًا على الوضع الخاص، هناك بقايا طرق الوصول، بما في ذلك درجات في الصخور شديدة الانحدار، والتي توفر وصولًا مباشرًا إلى الهضبة من المنطقة السفلية، وإلى هضبة أخرى. يشير الجمع بين مجموعة من المساكن التي يشير تنوعها إلى التسلسل الهرمي الاجتماعي إلى أن جبل المدور لم يكن مجرد أعمال دفاعية، بل كان أيضًا سكنًا مهمًا.

### تاريخ التّملّك
يعتبر عالم الآثار كلوي كابيل (Chloé Capel) أنه يجب تأريخ الموقع إلى أوائل العصور الوسطى لطرق القوافل، من القرن الحادي عشر إلى الثاني عشر. يعود تاريخ بناياتها ومبانيها الدفاعية إلى الوقت الذي تم فيه دمج سجلماسة والمنطقة المحيطة بها في عهد المرابطين، والتي من المحتمل أن يكون ممثلوها قد أمروا بالبناء، كما يتضح من مخططات الطوابق الموحدة. كما يمكن مقارنة بقايا الفخار التي عُثر عليها في جبل المدور بالفخار المعاصر الذي عُثر عليه في سجلماسة. كان يمكن نصب حامية في الكتلة الصخرية؛ لفترة من الوقت، كانت سجلماسة المكان الوحيد الذي تم فيه سك العملات الذهبية للإمبراطورية. كما قامت القلعة بحماية الطريق التجاري القادم من الجنوب.

## تاريخ

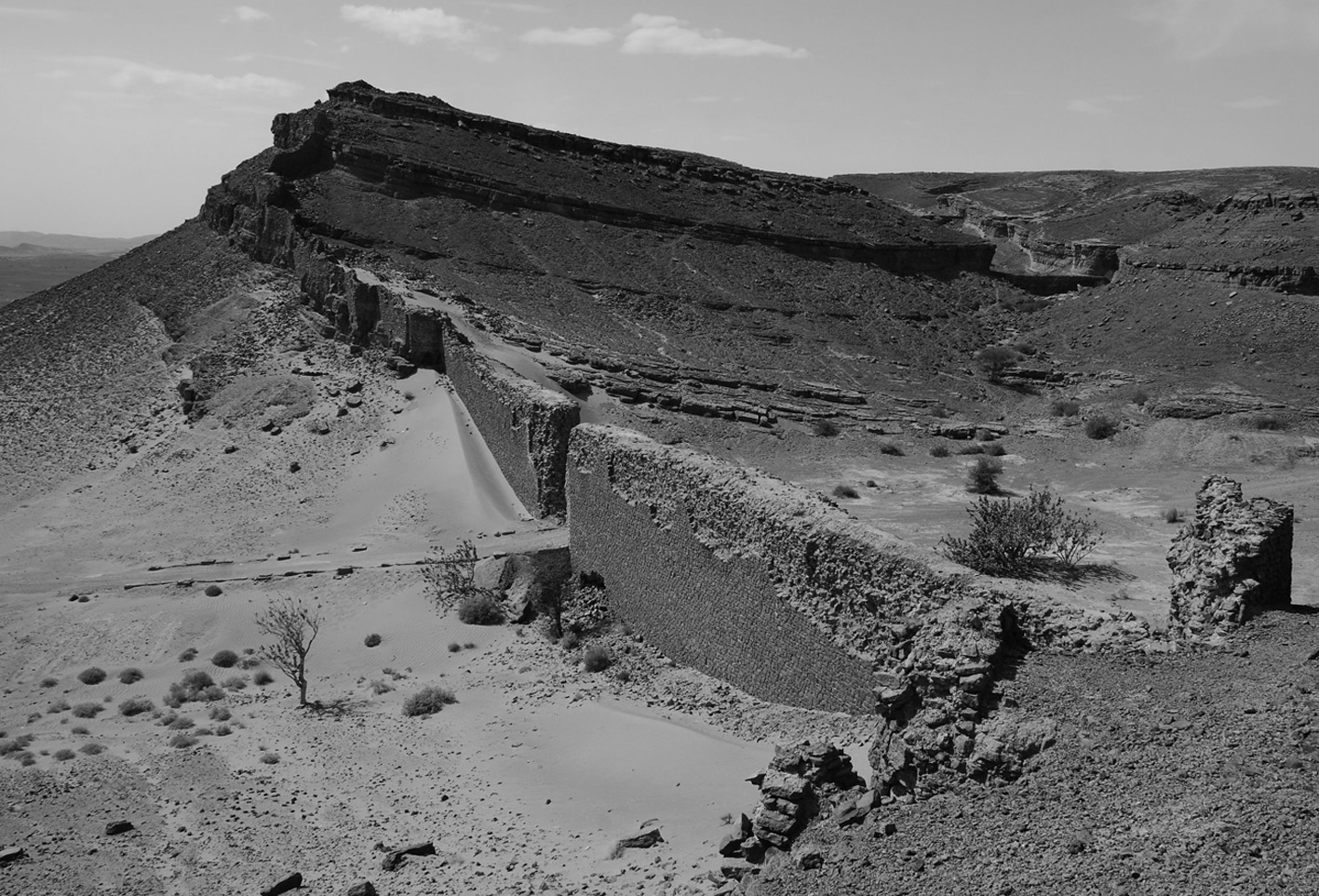
الجدار السفلي، مع منحدر مبني لفريق تصوير فيلم المومياء

قد يكون جبل المدور هو تاسغوميت الذي ذكره أحد أمراء سلالة بني مدرار محمد بن الفتح، الذي فرّ من سجلماسة إلى تاساجدالت، وهي قلعة حجرية على بعد اثني عشر ميلاً من سجلماسة.
تمت دراسته من قبل عالم الاجتماع المغربي بول باسكون، الذي كتب مذكرة موجزة عنها في مجلة هيسبريس المغربية عام 1956، ونشر دراسة جبل المدور في العام نفسه. زار باسكون الموقع لأول مرة في عام 1952 عندما أمضى بضع ساعات في الموقع، وهي فترة كافية للسماح له بكتابة وصف يسرد فيه جدارًا دفاعيًا وأربعة أبراج وأربعة سدود ومختلف الإنشاءات الأخرى؛ وقد اعتبر المكان معقلا. أكدت التقاليد الشفوية المحلية أن المكان قد استخدم منذ قرون من قبل تجار الرقيق البرتغاليين، الذين استخدموا المكان كمستودع. في عام 2011، تم إجراء دراسة مكثفة من قبل عضو المشروع المغربي الأمريكي في سجلماسة كلوي كابيل.
بدأ دور جبل المدور المعاصر كوجهة سياحية بفيلم، حيث تم فتح الموقع للسينما والطرق الوعرة والسياحة بسبب فيلم المومياء الذي صدر سنة 1999. تم فتح الموقع نفسه لأن الطاقم بنى منحدرًا خرسانيًا من خلال ثقب في الجدار المنخفض، في الفتحة الجنوبية الغربية للتشكيل، وتم بناء أحد المواقع المركزية للفيلم بالداخل. في عام 1999، أشارت بقايا الجص إلى المكان الذي تم فيه بناء مجموعات الأفلام، وتناثرت الزجاجات البلاستيكية في المنطقة.
تم استخدام الموقع في أفلام أخرى أيضًا، بما في ذلك الإعداد لمقر فيلم طيف سنة 2015. وقد أعاقت هذه الأنشطة السينمائية عمليات الحفريات في الموقع.